# Records du Kenya d'athlétisme
Les records du Kenya d'athlétisme sont les meilleures performances réalisées par des athlètes kényans et homologuées par l'Athletics Kenya.

## En plein air

### Hommes
| Épreuve              | Record | Athlète | Date                    | Compétition                                                        | Lieu           | Réf.          |
| -------------------- | --- | --- | ----------------------- | ------------------------------------------------------------------ | -------------- | ------------- |
| 100 m                | 9 s 77 A (+1,2 m/s) (AR) | Ferdinand Omurwa                                                                                                | 18 septembre 2021       | Kip Keino classic                                                  | Nairobi        | [ 1 ]         |
| 200 m                | 20 s 14 (+1,9 m/s) | Carvin Nkanata                                                                                                  | 18 avril 2015           | NTC Pure Athletics Sprint Festival                                 | Clermont       | [ 2 ]         |
| 400 m                | 44 s 18 | Samson Kitur | 3 août 1992             | Jeux olympiques                                                    | Barcelone      | [ 3 ]         |
| 800 m                | 1 min 40 s 91 (WR) | David Rudisha                                                                                                   | 9 août 2012             | Jeux olympiques d'été                                              | Londres        | [ 4 ]         |
| 1 000 m              | 2 min 11 s 96 (WR) | Noah Ngeny | 5 septembre 1999        | IAAF Grand Prix                                                    | Rieti          |               |
| 1 500 m              | 3 min 26 s 34 | Bernard Lagat                                                                                                   | 24 août 2001            | Mémorial Van Damme                                                 | Bruxelles      | [ 5 ]         |
| Mile                 | 3 min 43 s 40 | Noah Ngeny | 7 juillet 1999          | Golden Gala                                                        | Rome           |               |
| 2 000 m              | 4 min 48 s 14 | Reynold Kipkorir Cheruiyot                                                                                      | 8 septembre 2023        | Mémorial Van Damme                                                 | Bruxelles      | [ 6 ]         |
| 3 000 m              | 7 min 20 s 67 (WR) | Daniel Kipngetich Komen                                                                                         | 1er septembre 1996      | IAAF Grand Prix                                                    | Rieti          |               |
| 2 miles              | 7 min 58 s 61 | Daniel Kipngetich Komen                                                                                         | 17 juillet 1997         | KBC Night of Athletics                                             | Hechtel-Eksel  |               |
| 5 000 m              | 12 min 39 s 74 | Daniel Kipngetich Komen                                                                                         | 22 août 1997            | Mémorial Van Damme                                                 | Bruxelles      |               |
| 5 km (route)         | 13 min 17 s | Bethwell Birgen                                                                                                 | 14 février 2021         | Mémorial Van Damme                                                 | Bruxelles      |               |
| 10 000 m             | 26 min 27 s 85 | Paul Tergat | 22 août 1997            | Mémorial Van Damme                                                 | Bruxelles      | [ 7 ]         |
| 10 km (route)        | 26 min 24 s (WR) | Rhonex Kipruto                                                                                                  | 12 janvier 2020         | 10K Valencia                                                       | Valence        | [ 8 ]         |
| 15 km (route)        | 41 min 13 (WR) | Leonard Komon                                                                                                   | 21 novembre 2010        | Zevenheuvelenloop                                                  | Nimègue        | [ 9 ]         |
| 20 km (route)        | 56 min 41 s | Robert Kipchumba                                                                                                | 8 octobre 2006          | Championnats du monde de course sur route                          | Debrecen       | [ 10 ]        |
| Semi-marathon        | 57 min 32 s | Kibiwott Kandie                                                                                                 | 6 décembre 2020         | Semi-marathon de Valence                                           | Valence        | [ 11 ]        |
| Heure                | 20 797 m | Kenneth Kiplimo Kimutai                                                                                         | 1er juin 2009           | Fanny Blankers-Koen Games                                          | Hengelo        | [ 12 ]        |
| 25 000 m (piste)     | 1 h 12 min 25 s4 (WR) | Moses Mosop | 3 juin 2011             | Prefontaine Classic                                                | Eugene         | ,             |
| 25 km (route)        | 1 h 11 min 18 s (WR) | Dennis Kipruto Kimetto                                                                                          | 6 mai 2012              | BIG 25 Berlin                                                      | Berlin         | ,             |
| 30 000 m (piste)     | 1 h 26 min 47 s 4 (WR) | Moses Mosop | 3 juin 2011             | Prefontaine Classic                                                | Eugene         | ,             |
| 30 km (route)        | 1 h 27 min 13 s (WR) | Eliud Kipchoge Stanley Kipleting Biwott                                                                         | 24 avril 2016           | Marathon de Londres                                                | Londres        |               |
| Marathon             | 2 h 0 min 35 s (WR) | Kelvin Kiptum                                                                                                   | 8 octobre 2023          | Marathon de Chicago                                                | Chicago        | [ 19 ]        |
| 110 m haies          | 13 s 69 (−0,1 m/s) | Fatwell Kimaiyo                                                                                                 | 26 janvier 1974         | Jeux du Commonwealth                                               | Christchurch   | [ 20 ]        |
| 400 m haies          | 47 s 78 | Boniface Mucheru                                                                                                | 18 août 2016            | Jeux Olympiques                                                    | Rio de Janeiro | [ 21 ]        |
| 3 000 m steeplechase | 7 min 53 s 64 (AR) | Brimin Kipruto                                                                                                  | 22 juillet 2011         | Meeting Herculis                                                   | Monaco         | [ 22 ]        |
| Saut en hauteur      | 2,30 m A 2,30 m | Mathew Sawe | 6 juin 2018 3 août 2018 | Championnats des forces de défense du Kenya Championnats d'Afrique | Nairobi Asaba  | [ 23 ] [ 24 ] |
| Saut à la perche     | 4,60 m | Kenneth Kirui                                                                                                   | 22 juillet 2000         | Championnats du Kenya                                              | Nairobi        | [ 25 ]        |
| Saut en longueur     | 8,12 m (0,2 m/s) | Jacob Katonon                                                                                                   | 14 septembre 1995       |                                                                    | Johannesburg   |               |
| Triple saut          | 17,12 m (0,4 m/s) | Jacob Katonon                                                                                                   | 19 juin 1996            | Championnats du Kenya                                              | Nairobi        | [ 26 ]        |
| Lancer du poids      | 18,19 m | Robert Welikhe                                                                                                  | 6 octobre 1989          |                                                                    | Nairobi        |               |
| Lancer du disque     | 56,08 m | James Nyambureti                                                                                                | 23 juillet 1994         |                                                                    | Nairobi        |               |
| Lancer du marteau    | 62,57 m | Dominic Abunda                                                                                                  | 4 août 2018             | Championnats d'Afrique                                             | Asaba          | [ 27 ]        |
| Lancer du javelot    | 92,72 m (AR) | Julius Yego | 26 août 2015            | Championnats du monde                                              | Pékin          | [ 28 ]        |
| Décathlon            | 7 076 pts | Charles Kokoyo                                                                                                  | 4–5 octobre 1982        | Jeux du Commonwealth                                               | Brisbane       |               |
| Décathlon            | 11 s 41 (-0,6 m/s) (100 m), 7,08 m (+0,8 m/s) (longueur), 12,00 m (poids), 1,89 m (hauteur), 49 s 47 (400 m) / 14 s 51 (-1,1 m/s) (110 m haies), 37,72 m (disque), 3,10 m (perche), 57,80 m (javelot), 4 min 35 s 57 (1 500 m) | |                         |                                                                    |                |               |
| 20 km marche (route) | 1 h 18 min 23 s | Samuel Gathimba                                                                                                 | 18 juin 2021            | Sélections olympiques                                              | Nairobi        | [ 29 ]        |
| 50 km marche (route) | 4 h 25 min 24 s | William Sawe | 30 septembre 1988       | Jeux olympiques                                                    | Séoul          |               |
| 4 × 100 m            | 38 s 92 | Kenya Samwel Imeta Mike Mokamba Hesbon Ochieng Ferdinand Omanyala                                               | 6 août 2022             | Jeux du Commonwealth                                               | Birmingham     | [ 30 ]        |
| 4 × 400 m            | 2 min 59 s 63 | Kenya David Kitur Samson Kitur Simeon Kipkemboi Simon Kemboi                                                    | 7 août 1992             | Jeux olympiques                                                    | Barcelone      |               |
| 4 × 800 m            | 7 min 02 s 43 (WR) | Kenya Joseph Mutua William Yiampoy Ismael Kombich Wilfred Bungei                                                | 25 août 2006            | Mémorial Van Damme                                                 | Bruxelles      |               |
| relais medley        | 9 min 15 s 56 | Elkanah Angwenyi Thomas Musembi Alfred Yego Alex Kipchirchir                                                    | 29 avril 2006           | Penn Relays                                                        | Philadelphie   |               |
| 4 × 1 500 m          | 14 min 22 s 22 (WR) | Kenya Collins Cheboi Silas Kiplagat James Kiplagat Magut Asbel Kiprop                                           | 25 mai 2014             | Relais mondiaux de l'IAAF                                          | Nassau         | [ 31 ]        |
| Ekiden               | 1 h 57 min 06 s | Kenya Josephat Muchiri Ndambiri Martin Mathathi Daniel Muchunu Mwangi Mekubo Mogusu Onesmus Nyerre John Kariuki | 23 novembre 2005        | International Chiba Ekiden                                         | Chiba          |               |

### Femmes
| Épreuve               | Record | Athlète | Date                                    | Compétition                          | Lieu            | Réf.          |
| --------------------- | --- | --- | --------------------------------------- | ------------------------------------ | --------------- | ------------- |
| 100 m                 | 11 s 19 (+0,3 m/s) | Maximila Imali | 25 juin 2022                            | Sélections aux championnats du monde | Nairobi         | [ 32 ]        |
| 200 m                 | 23 s 12 (-0,5 m/s) | Maximila Imali | 24 juin 2022                            | Sélections aux championnats du monde | Nairobi         |               |
| 400 m                 | 50 s 38 | Mary Moraa | 7 juillet 2023                          | Sélections aux championnats du monde | Nairobi         | [ 33 ]        |
| 600 m                 | 1 min 23 s 35 | Pamela Jelimo | 5 juillet 2012                          | Meeting de la Province de Liège      | Liège           | ,             |
| 800 m                 | 1 min 54 s 01 (AR) | Pamela Jelimo | 29 août 2008                            | Weltklasse Zurich                    | Zurich          |               |
| 1 000 m               | 2 min 29 s 15 (AR) | Faith Kipyegon | 14 août 2020                            | Meeting Herculis                     | Monaco          | [ 36 ]        |
| 1 500 m               | 3 min 49 s 11 (WR) | Faith Kipyegon | 2 juin 2023                             | Golden Gala                          | Florence        | [ 37 ]        |
| Mile                  | 4 min 7 s 64 (WR) | Faith Kipyegon | 21 juillet 2023                         | Meeting Herculis                     | Monaco          | [ 38 ]        |
| 2 000 m               | 5 min 31 s 52 | Vivian Cheruiyot | 7 juin 2009                             | Prefontaine Classic                  | Eugene          |               |
| 3 000 m               | 8 min 20 s 68 | Hellen Obiri | 9 mai 2014                              | Qatar Athletic Super Grand Prix      | Doha            |               |
| 5 000 m               | 14 min 05 s 20 | Faith Kipyegon | 9 juin 2023                             | Meeting de Paris                     | Paris           | [ 39 ]        |
| 5 km (route)          | 14 min 13 s (AR) | Beatrice Chebet | 31 décembre 2023                        | Cursa dels Nassos                    | Barcelone       | [ 40 ]        |
| 10 000 m              | 28 min 54 s 14 (WR) | Beatrice Chebet | 25 mai 2024                             | Prefontaine Classic                  | Eugene          | [ 41 ]        |
| 10 km (route)         | 28 min 46 s (WR) | Agnes Jebet Ngetich | 14 janvier 2024                         | 10 km de Valence                     | Valence         | [ 42 ]        |
| 15 km (route)         | 45 min 37 s + (WR) | Joyciline Jepkosgei | 1er avril 2017                          | Semi-marathon de Prague              | Prague          | [ 43 ]        |
| Heure                 | 18 340 m | Tegla Loroupe | 8 août 1998                             |                                      | Borgholzhausen  |               |
| 20 000 m (piste)      | 1 h 05 min 26 s 6 (WR) | Tegla Loroupe | 3 septembre 2000                        |                                      | Borgholzhausen  |               |
| 20 km (route)         | 1 h 1 min 25 s (WR) | Joyciline Jepkosgei | 1er avril 2017                          | Semi-marathon de Prague              | Prague          | [ 44 ]        |
| Semi-marathon         | 1 h 4 min 2 s | Ruth Chepngetich | 22 octobre 2017                         | Semi-marathon d'Istanbul             | Istanbul        | [ 45 ]        |
| 25 000 m (piste)      | 1 h 27 min 05 s 84 (WR) | Tegla Loroupe | 21 septembre 2002                       |                                      | Mengerskirchen  |               |
| 25 km (route)         | 1 h 19 min 43 s (WR) | Mary Keitany | 23 avril 2017                           | Marathon de Londres                  | Londres         |               |
| 30 000 m (piste)      | 1 h 45 min 50 s 00 (WR) | Tegla Loroupe | 6 juin 2003                             |                                      | Warstein        |               |
| 30 km (route)         | 1 h 36 min 5 s (WR) | Mary Keitany | 23 avril 2017                           | Marathon de Londres                  | Londres         | [ 47 ]        |
| Marathon              | 2 h 14 min 04 s | Brigid Kosgei | 13 octobre 2019                         | Marathon de Chicago                  | Chicago         | [ 48 ]        |
| 100 m haies           | 13 s 70 (+2,0 m/s) | Rukia Nusra | 26 janvier 2024                         |                                      | Nairobi         | [ 49 ]        |
| 400 m haies           | 55 s 84 | Francisca Koki | 14 août 2014                            | Championnats d'Afrique               | Marrakech       | [ 50 ]        |
| 3 000 m steeple       | 8 min 44 s 32 (WR) | Beatrice Chepkoech | 20 juillet 2017                         | Herculis                             | Monaco          | [ 51 ]        |
| Saut en hauteur       | 1,75 m | Caroline Cherotich Zeddy Chesire Faith Kipsang Zeddy Chesire                                                               | 13 mai 2014 22 juin 2023 5 janvier 2024 | . Championnats du Kenya .            | Nairobi         | [ 52 ] [ 53 ] |
| Saut à la perche      | 3,20 m A | Caroline Cherotich | 11 juillet 2015                         |                                      | Nairobi         |               |
| Saut en longueur      | 6,43 m A | Maximila Imali | 20 juin 2019                            | Sélections aux Jeux africains        | Nairobi         | [ 54 ]        |
| Triple saut           | 13,64 m (+1,5 m/s) | Winnie Bii | 19 mars 2024                            | Jeux africains                       | Accra           | [ 55 ]        |
| Lancer du poids       | 15,60 m | Elizabeth Olaba | 27 juin 1987                            |                                      | Nairobi         |               |
| Lancer du disque      | 50,90 m | Rose Rakamba | 21 mars 2024                            | Jeux africains                       | Accra           |               |
| Lancer du marteau     | 60,80 m | Linda Oseso | 26 mai 2012                             | Championnats NCAA région Ouest       | Austin          | [ 56 ]        |
| Lancer du javelot     | 57,23 m | Irene Jepkemboi | 23 mars 2024                            | Texas A&M Invitational               | College Station | [ 57 ]        |
| Heptathlon            | 5407 pts | Caroline Kola | 22–23 août 1994                         | Jeux du Commonwealth                 | Victoria        |               |
| Heptathlon            | 14 s 78 (100 m haies), 1,53 m (hauteur), 12,84 m (poids), 26 s 02 (200 m) / 5,55 m (longueur), 41,50 m (javelot), 2 min 10 s 47 (800 m) | |                                         |                                      |                 |               |
| 10 000 marche (piste) | 43 min 50 s 86 (AR) | Emily Ngii | 6 août 2022                             | Jeux du Commonwealth                 | Birmingham      | [ 58 ]        |
| 20 km marche (route)  | 1 h 30 min 40 s (AR) | Grace Wanjiru | 26 juin 2016                            | Championnats d'Afrique               | Durban          |               |
| 4 × 100 m             | 44 s 75 | Kenya Eunice Kadogo Milicent Ndoro Frasha Wangari Maureen Nyatichi                                                         | 15 septembre 2015                       | Jeux africains                       | Brazzaville     | [ 59 ]        |
| 4 × 400 m             | 3 min 28 s 94 | Kenya Geraldine Shitandayi Florence Wanjiru Esther Kavaya Francisca Chepkurui                                              | 12 août 1987                            | Jeux africains                       | Nairobi         |               |
| 4 × 800 m             | 8 min 4 s 28 (AR) | Kenya Agatha Jeruto Sylvia Chesebe Janeth Jepkosgei Eunice Sum                                                             | 25 mai 2014                             | Relais mondiaux de l'IAAF            | Nassau          | [ 60 ]        |
| 4 × 1 500 m           | 16 min 33 s 58 (WR) | Kenya Mercy Cherono Faith Kipyegon Hellen Obiri Irene Jelagat                                                              | 24 mai 2014                             | Relais mondiaux de l'IAAF            | Nassau          | [ 61 ]        |
| Relais Ekiden         | 2 h 13 min 35 s | Kenya Philes Ongori Evelyne Kemunto Kimwei Sally Kaptich Chepyego Catherine Ndereba Jane Wanjiku Gakunyi Lucy Wangui Kabuu | 23 novembre 2006                        | International Chiba Ekiden           | Chiba           |               |

## En salle

### Hommes
| Épreuve                                                                   | Record              | Athlète                 | Date             | Compétition                         | Lieu       | Réf.   |
| ------------------------------------------------------------------------- | ------------------- | ----------------------- | ---------------- | ----------------------------------- | ---------- | ------ |
| 60 m                                                                      | 6 s 54              | Ferdinand Omanyala      | 15 février 2023  | Meeting du Pas-de-Calais            | Liévin     |        |
| 200 m                                                                     | 20 s 85             | Paulvince Obuon         | 6 mars 2004      |                                     | Allston    |        |
| 400 m                                                                     | 45 s 98             | Charles Gitonga         | 19 février 1995  | Meeting du Pas-de-Calais            | Liévin     |        |
| 600 m                                                                     | 1 min 15 s 69       | Jackson Kivuva          | 6 février 2011   | Russian Winter                      | Moscou     | [ 62 ] |
| 800 m                                                                     | 1 min 43 s 98 (AIR) | Michael Saruni          | 9 février 2019   | Millrose Games                      | New York   | [ 63 ] |
| 1000 m                                                                    | 2 min 15 s 50       | Kennedy Kimwetich       | 6 février 2000   | Sparkassen Cup                      | Stuttgart  |        |
| 1 500 m                                                                   | 3 min 32 s 11       | Laban Rotich            | 1er février 1998 | Sparkassen Cup                      | Stuttgart  |        |
| Mile                                                                      | 3 min 49 s 44       | Edward Cheserek         | 9 février 2018   | David Hemery Valentine Invitational | Boston     | [ 64 ] |
| 2 miles                                                                   | 8 min 06 s 48       | Paul Kipsiele Koech     | 16 février 2008  | Aviva Indoor Grand Prix             | Birmingham | [ 65 ] |
| 3 000 m                                                                   | 7 min 24 s 90       | Daniel Kipngetich Komen | 6 février 1998   |                                     | Budapest   |        |
| 5000 m                                                                    | 12 min 51 s 48      | Daniel Kipngetich Komen | 19 février 1998  | XL Galan                            | Stockholm  |        |
| 10000 m                                                                   | 27 min 50 s 29      | Mark Bett               | 10 février 2002  | Flanders Indoor                     | Gand       |        |
| 60 m haies                                                                | 7 s 7               | John Kiplangat Ngeno    | 31 janvier 1976  |                                     | Portland   |        |
| 2000 m steeplechase                                                       | 5 min 13 s 77 (WB)  | Paul Kipsiele Koech     | 13 février 2011  | Flanders Indoor                     | Gand       | ,      |
| Saut en hauteur                                                           | 2,27 m              | Mathew Sawe             | 8 février 2020   |                                     | Hustopeče  |        |
| Saut à la perche                                                          |                     |                         |                  |                                     |            |        |
| Saut en longueur                                                          | 7,98 m              | Benjamin Koech          | 2 février 1993   | Lumberjack Invitational             | Flagstaff  |        |
| Saut en longueur                                                          | 7,98 m              | Benjamin Koech          | 20 février 1994  | Lumberjack Invitational             | Flagstaff  |        |
| Triple saut                                                               | 16,70 m             | Benjamin Koech          | 3 mars 1990      |                                     | Lawrence   |        |
| Lancer du poids                                                           |                     |                         |                  |                                     |            |        |
| Heptathlon                                                                |                     |                         |                  |                                     |            |        |
| (60 m), (longueur), (poids), (hauteur) / (60 m haies), (perche), (1000 m) |                     |                         |                  |                                     |            |        |
| 5 000 m marche                                                            |                     |                         |                  |                                     |            |        |
| Relais 4 × 400 mètres                                                     |                     |                         |                  |                                     |            |        |

### Femmes
| Épreuve                                               | Record         | Athlète            | Date                             | Compétition                    | Lieu         | Réf.   |
| ----------------------------------------------------- | -------------- | ------------------ | -------------------------------- | ------------------------------ | ------------ | ------ |
| 60 m                                                  | 7 s 89         | Ivy Atieno         | 15 janvier 2012                  |                                | Leverkusen   |        |
| 200 m                                                 | 25 s 30        | Joyce Odhiambo     | 6 mars 1987                      | Championnats du monde          | Indianapolis |        |
| 400 m                                                 | 54 s 21        | Ruth Waithera      | 10 mars 1984                     |                                | Syracuse     |        |
| 400 m                                                 | 53 s 34        | Ruth Waithera      | 3 mars 1984                      |                                | Flagstaff    |        |
| 800 m                                                 | 1 min 58 s 83  | Pamela Jelimo      | 11 mars 2012                     | Championnats du monde          | Istanbul     | [ 68 ] |
| 1 500 m                                               | 4 min 02 s 09  | Beatrice Chepkoech | 4 février 2020                   | PSD Bank Meeting               | Düsseldorf   | [ 69 ] |
| 3 000 m                                               | 8 min 22 s 68  | Beatrice Chepkoech | 2 mars 2024                      | Championnats du monde en salle | Glasgow      | [ 70 ] |
| 5000 m                                                | 14 min 51 s 69 | Tegla Loroupe      | 13 février 1999                  |                                | Dortmund     |        |
| 60 m haies                                            |                |                    |                                  |                                |              |        |
| Saut en hauteur                                       | 1,50 m         | Ananda Maende      | 16 décembre 2018 20 janvier 2019 |                                | Orléans      |        |
| Saut à la perche                                      |                |                    |                                  |                                |              |        |
| Saut en longueur                                      | 6,16 m         | Esther Otieno      | 22 février 1980                  |                                | Pocatello    |        |
| Triple saut                                           |                |                    |                                  |                                |              |        |
| Lancer du poids                                       | 14,41 m        | Linda Oseso        | 29 janvier 2011                  | UW Invitational                | Seattle      | [ 71 ] |
| Pentathlon                                            |                |                    |                                  |                                |              |        |
| (60 m haies), (hauteur), (poids), (longueur), (800 m) |                |                    |                                  |                                |              |        |
| 3 000 m marche                                        |                |                    |                                  |                                |              |        |
| Relais 4 × 400 mètres                                 |                |                    |                                  |                                |              |        |